# اچ‌ام‌سی‌اس لویس (کی۱۱۵)
اچ‌ام‌سی‌اس لویس (کی۱۱۵) (به انگلیسی: HMCS Lévis (K115)) یک کشتی است که طول آن ۲۰۵ فوت (۶۲٫۴۸ متر) می‌باشد. این کشتی در سال ۱۹۴۰ ساخته شد.